# José Luis Sardón
José Luis Sardón de Taboada (Arequipa, 19 de febrero de 1963) es un abogado, docente y académico peruano. Fue magistrado del Tribunal Constitucional del Perú desde mayo del 2014 hasta mayo del 2022. Actualmente es representante del Perú ante la Organización de Estados Americanos bajo el gobierno de Dina Boluarte, ejerciendo el cargo desde el 26 de marzo del 2024.

## Biografía
Nació en Arequipa, el 19 de febrero de 1963. Hijo mayor de Luis Sardón Cánepa y María Taboada de Sardón; hermano del abogado y empresario Francisco Sardón. Es tataranieto del expresidente del Congreso peruano Pedro José Bustamante y Alvizuri. Desde 1992, está casado con Sandra Bisso López de Romaña, con quien tiene tres hijos; vive en Lima desde 1986.
Realizó sus estudios de primaria y secundaria en el Colegio San José, de padres jesuitas (1969-1979). Estudió la carrera de Derecho en la Universidad Católica de Santa María (1980-1985). Hizo una maestría en Ciencia Política en The American University, Washington D. C., Estados Unidos (1989-1990); y, un Doctorado en Economía en ESEADE, Buenos Aires, Argentina (2005-2009).
Fue editor ejecutivo de la revista bimensual Debate de Apoyo S.A. (1986-1988); profesor investigador a tiempo completo de la Universidad del Pacífico (1991-1995); y, profesor a tiempo completo de la Facultad de Derecho y la Escuela de Postgrado de la Universidad Peruana de Ciencias Aplicadas (UPC), donde llegó a ser decano de la Facultad de Derecho (2000-2014).
Asimismo, fue vocal del Tribunal de Usuarios del Organismo Supervisor de Inversión Privada en Telecomunicaciones (1995-2003); miembro de Comisión en el Instituto Nacional de Defensa de la Competencia y de la Protección de la Propiedad Intelectual (2000-2013); y, vocal de la Junta de Reclamos de Usuarios de Osinergmin (2003-2014). También, árbitro de la Cámara de Comercio de Lima desde el 2004.
Entre 1980 y 2014, fue columnista de distintas publicaciones periodísticas peruanas —entre las que destacan los diarios Expreso (1991-1998) y El Comercio (2012-2014)— y de la desaparecida Agencia Interamericana de Prensa (AIPE). Ha sido también colaborador eventual de The Wall Street Journal. Es miembro del Seminario en Latinoamérica (SELA) de la Yale Law School, de la Sociedad Filadelfia y de la Sociedad Mont Pelerin.
Desde enero de 2023, es profesor de la Facultad de Derecho de la Universidad de Piura - Campus Lima.

### Magistrado del Tribunal Constitucional
El 3 de junio del 2014, juramentó el puesto de magistrado del Tribunal Constitucional del Perú, al que fue elegido por 101/130 votos en el Congreso de la República. Se mantuvo en este puesto casi ocho años, hasta el 14 de mayo de 2022, cuando fue sucedido por César Ochoa Cardich. En los últimos cuatro meses y medio de su gestión, actuó como vicepresidente, cargo para el que fue elegido por cinco de los entonces seis magistrados. Entre el 2017 y el 2020, fue el representante del Perú ante la Comisión de Venecia.
Entre sus votos singulares más importantes como magistrado, destacan los que emitió en los casos Ley Antitransfuguismo 1 y 2, en los que se opuso a declarar inconstitucional esta ley; y, en el caso Disolución del Congreso, en el que declaró inconstitucional lo realizado por el presidente de la República Martín Vizcarra. Entre sus fundamentos de voto, destacan los que emitió en el caso Vacancia por Incapacidad Moral del Presidente de la República, en el que coincidió en la improcedencia de la demanda. En todos estos votos, defendió los fueros del Congreso de la República.

### Gobierno de Dina Boluarte
Durante el gobierno de Dina Boluarte, Sardón ha ocupado varios altos cargos públicos. En marzo de 2023, después de la reforma de la ley universitaria (llamada "antirreforma universitaria" por la prensa), fue elegido como representante de las universidades privadas en el consejo directivo de la Superintendencia Nacional de Educación Universitaria (SUNEDU), cargo al que renunció un año después.
En julio de 2023, en el marco de la propuesta de adelanto de elecciones generales de Perú de 2026 a 2024, fue nombrado por el premier Alberto Otárola como miembro de una Comisión Consultiva de abogados destinada a asesorar a la presidenta en materia constitucional. Posteriormente, fue nombrado por la presidenta como representante del Perú ante la Organización de Estados Americanos bajo la forma de embajador político.

## Controversias
José Luis Sardón ha mantenido posiciones conservadoras, manifestando apoyo al indulto de Alberto Fujimori. También participó en la asociación civil Reflexión Democrática, que en 2011 colaboró en las campañas parlamentarias de ocho candidatos del partido Fuerza Popular.

## Libros
- Democracia sin populismo (Madrid: Unión Editorial, 2013).
- Libertad económica y régimen político (Lima: UPC, 2010).
- La Constitución incompleta (Lima: Apoyo, 1999).
- Walter Piazza en el MEF (Lima: Apoyo, 1995).
- Aproximaciones (Lima: Okura, 1985).

## Reconocimientos
- Premio Manuel J. Bustamante de la Fuente (2015)[10][11]
- Hijo Predilecto de Arequipa - Municipalidad Provincial de Arequipa (2015).[12][13]